# Parti Purba Banglar Sarbahara
Le parti Purba Banglar Sarbahara (Parti prolétarien du Bengale oriental) est un parti communiste du Bangladesh. Il a joué un rôle dans la lutte pour l'indépendance du pays. Au début des années 1970, il s'est engagé dans une lutte armée pour soutenir le nouvel État bangladais. Depuis lors, ses chances politiques se sont amenuisées, ayant souffert de plusieurs vagues de divisions internes. Le groupe reste actif, et mène toujours des attaques violentes contre ses opposants.

## Origines
Le groupe est issu de la tendance pro-chinoise du mouvement communiste de l'ancien Pakistan oriental. En 1967, Siraj Sikder (en) avait créé le Mao Tse Tung Thought Research Centre à Dacca. Le centre a été attaqué physiquement par des cadres de la Jamaat-e-Islami à plusieurs reprises. Le 8 janvier 1968, le groupe a formé le Purba Banglar Sramik Andalon (mouvement des travailleurs du Bengale oriental). La conférence fondatrice, qui s'est déroulée en une seule journée, s'est tenue dans la résidence d'un ouvrier d'une usine de jute à Dacca. De 45 à 50 adeptes du centre ont assisté à la conférence.
La ligne de cette tendance se distinguait clairement des autres groupements pro-chinois du Pakistan oriental de l'époque. La faction de Sikder considérait le Pakistan comme une puissance coloniale et voulait lutter pour la libération nationale du Bengale oriental et la formation d'une République démocratique du Bengale oriental. Cette position contrastait fortement avec la politique étrangère officielle, qui soutenait généralement le Pakistan contre l'Inde. Cette ligne était également plus radicale que celle du courant dominant du mouvement nationaliste bengali. Sheikh Mujibur Rahman dénonce la faction Sikder comme des « provocateurs pro-chinois »,.
Le groupe s'opposait également à l'impérialisme américain, au social-impérialisme soviétique, à l'expansionnisme indien et au féodalisme. Au milieu de l'année 1968, le mouvement a commencé à mener des actions souterraines. Leur première action a consisté à s'emparer d'une machine à imprimer cyclostyle, avec laquelle l'organe théorique du mouvement, Lal Jhanda, était imprimé. Le 8 janvier 1970, le groupe a hissé le drapeau du Bengale oriental (l'actuel drapeau national du Bangladesh) à Dacca, Munshigonj et Mymensingh. Le 6 mai 1970, jour de l'anniversaire de Karl Marx, le groupe a lancé une bombe dans le bureau du Conseil du Pakistan à Dacca. En octobre de la même année, le groupe a attaqué à la bombe un certain nombre de bâtiments du Pakistan oriental, dont l'American Information Centre.

## Guerre de libération
Lorsque la guerre de libération commence en 1971, la faction Sikder s'efforce de créer des cellules de résistance nationales. Le 30 avril, ils ont fondé leur propre force paramilitaire, la Purba Banglar Sashastra Deshapremik Bahini (force patriotique armée du Bengale oriental), qui a entamé une lutte armée contre l'armée pakistanaise. Ce groupement était notamment l'une des factions pro-chinoises qui ont pris une part active à la guerre de libération.  La ligne officielle de la Chine à l'époque était que le Bengale oriental faisait partie du Pakistan et que l'expansionnisme indien constituait la principale menace pour la région dans son ensemble. Toutefois, le groupe considérait le mouvement nationaliste dominant comme un ennemi de classe.
Le 3 juin 1971, le Purba Bangla Sarbahara Party est constitué en tant que parti politique lors d'une réunion dans le district de Barisal.

## Post-indépendance
Après l'indépendance du Bangladesh, le PBSP est devenu l'un des principaux adversaires du nouveau gouvernement de la Ligue Awami, qu'il considérait comme des marionnettes indiennes. Le premier congrès du parti s'est tenu le 14 janvier 1972, Sikder a été élu président du parti. En avril 1973, le Purba Banglar Jatiya Mukti Front, une coalition de onze groupes, est formé. Sikder en est devenu le président. Après la formation du front, le parti a lancé une campagne de lutte armée contre l'État bangladais. Il a bénéficié d'un fort soutien dans les milieux universitaires. Il publie Lal Jhanda (drapeau rouge) et Sangbad Bulletine. Bien qu'il s'agisse d'un mouvement clandestin, les publications de son comité central paraissaient assez régulièrement et son travail de propagande était efficace. Le parti était actif dans les districts de Dacca, Barisal, Faridpur, Mymensingh, Tangail, Chittagong, Sylhet et Comilla. Il a commis des assassinats de cadres de la Ligue Awami et des attaques contre des postes de police dans tout le pays,.

## Mort de Sikder
En décembre 1974, Siraj Sikder est capturé à Halishahar, Chittagong par les services de renseignement de l'État. Il a été tué de nuit le 2 janvier 1975 près de la gare routière de Savar Thana, alors qu'il se rendait de l'aéroport de Dacca à un camp paramilitaire à Savar. Après la mort de Sikder, le parti s'est divisé en deux. Plus tard, ces deux factions se sont encore divisées. La principale faction était dirigée par le second de Siraj Sikder, Md. Hamidul Hoque, qui a pris les rênes du parti. Le groupe dissident rompt avec le maoïsme et adopte la ligne politique des communistes albanais. Ce groupe prendra plus tard le nom de Parti communiste du Bangladesh.

## Présent
Le groupe actuel qui peut être considéré comme l'héritier du PBSP original est souvent appelé le « PBSP (Comité central) ». Le parti reste un groupe clandestin, et a un programme de révolution armée. Il est dirigé par Anwarul Kabir. Sa zone d'activités comprend les districts de Sirajganj, Bogra, Pabna, Rajshahi et Khulna. Le parti est affilié au Mouvement révolutionnaire internationaliste et à CCOMPOSA,.
En 2001, un groupe s'est séparé du PBSP(CC) et a formé le Purba Banglar Sarbahara Party (mouvement de réorganisation bolchevique maoïste).
En mai 2013, six cadres du PBSP ont été arrêtés avec des pistolets à pipe et des fusils de fabrication artisanale.